# Niklas Winter
Niklas Winter, född 1969 i Åbo, är en finländsk jazzgitarristist och musikpedagog. Niklas undervisar gitarr för tillfället vid Jyväskylän Ammattikorkeakoulu. Winter har också gett workshops på Guildhall School of Music and Drama, Beijing Central Conservatory, Chugye University for the Arts samt på Aarhus Universitet.
Niklas Winter utbildade sig på Åbo konservatorium vid mitten av 1980-talet och på Berklee College of Music i Boston i USA 1991–95. Han började yrkesmässigt spela i Scandinavian Jazz Quartet 1992, som fortfarande har spelat ihop på konserter på 2010-talet.
Han har lett band som Winter's Jazz Workshop och Niklas Winter Trio samt Quartet. 
Han är också aktuell med ett flertal duon med t.ex. Ulf Wakenius, Jesse Van Ruller, Severi Pyysalo, Teemu Viinikainen samt Lorenzo Cominoli. 

## Diskografi i urval
- New Deal, Scandinavian Jazz Quartet, Intermusic 1994
- A Night In Bilbao, Scandinavian Jazz Quartet, Music Mecca 1997
- Hypnosis, Winter's Jazz Workshop, Abovoice 1999
- Silent Knowledge, Scandinavian Jazz Quartet, Abovoice 2000
- Saknad, Winter's Jazz Workshop, Abovoice 2000
- Piae Cantiones, Niklas Winter Quartet, Abovoice 2002
- Live in Stockholm, Niklas Winter Quartet, Abovoice 2006
- Niklas Winter

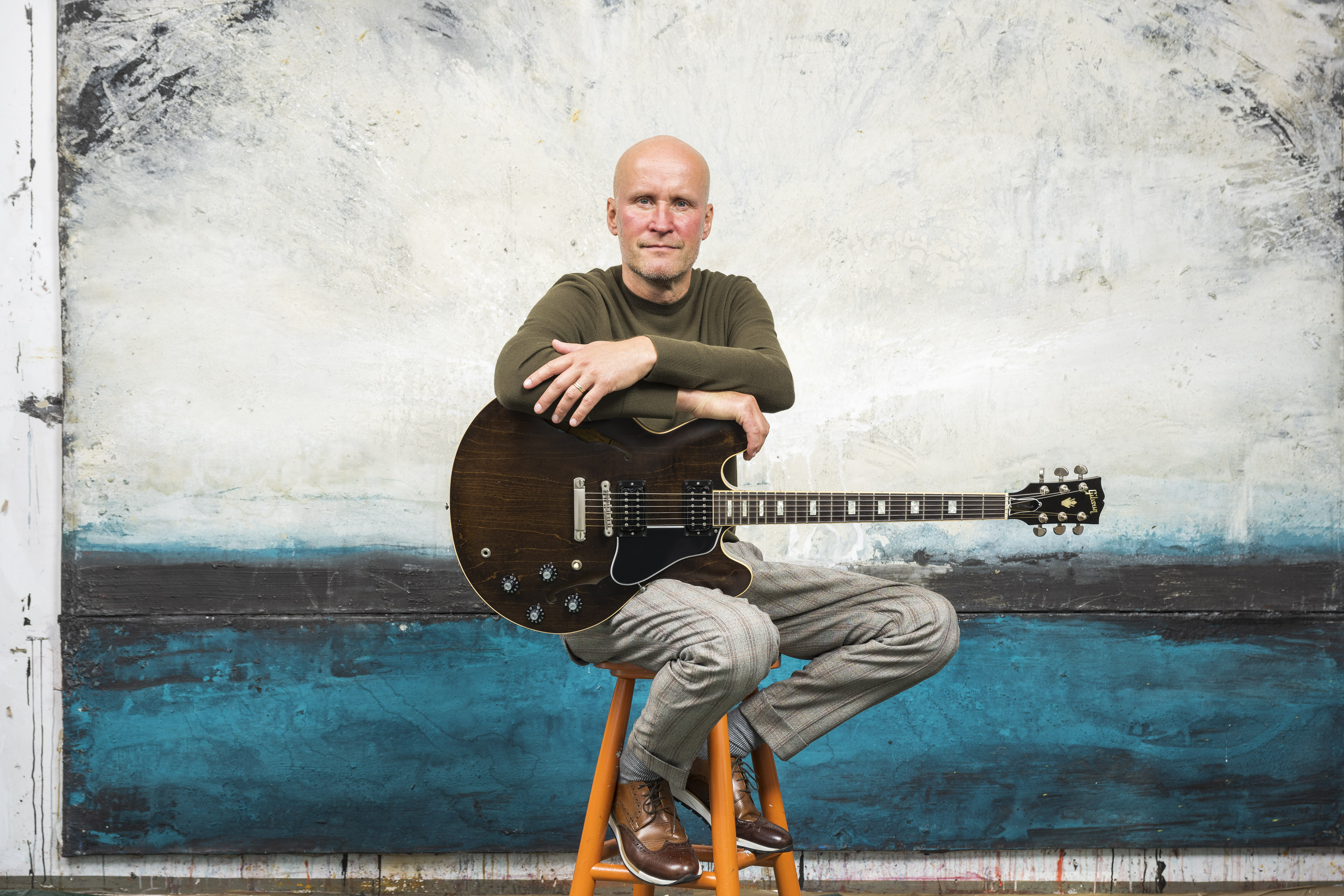
Niklas Winter

- Beautopia, Niklas Winter, King Records/Abovoice 2008
- Eight Songs - Seven Keys, Niklas Winter & Teemu Viinikainen, Abovoice 2010
- Another Way Home - Cleo & Winter, Abovoice 2017
- You - Hess Winter Huntley, Abovoice 2018